# Håndslag
Håndslag (deutsch: Handschlag) war eine norwegische zwei-wöchentlich erscheinende politische Zeitschrift, die in Stockholm von Mai 1942 bis Juni 1945 verlegt wurde. Sie wurde von Eyvind Johnson herausgegeben. Torolf Elster arbeitete als Redakteur. Zu den Journalisten der Zeitschrift gehörten Helge Krog und der spätere deutsche Bundeskanzler Willy Brandt. Die Håndslag wurde als Untergrundzeitung im besetzten Norwegen verteilt. Gegen Ende des Zweiten Weltkrieges betrug die Auflage 15.000 bis 20.000 Exemplare pro Ausgabe.